# 아는 여자애
아는 여자애는 허니비 작가가 매주 월요일마다 네이버 웹툰에서 연재 중인 웹툰이다.

## 등장인물
- 윤하영

본 작품의 여주인공이다. 민은재와 소개팅을 한 후 현재 시간대에서 과거의 2009년으로 타임슬립을 했다. 과거 이재현을 좋아했으며 과거로 돌아갔으니 죽은 재현이의 과거와 자신의 과거를 바꾸기 위해 노력한다, 하지만 반복되는 엇갈림의 지치고, 상처를 받는다. 최근에는 은재의 말에 자신이 정말로 좋아했던 것은 누구였는지, 무엇이었는지 깨달았고, 자신만의 리스트를 만들며 노력한다.
- 이재현

본 작품의 서브남주인공이다. 비 오는 날 버스를 못 타는 트라우마를 가지고 있다. 현재 시간대에서는 2017년에 사망했다. 때때로 하영과의 약속을 지키지 못하고 엇갈리기만 한다. 현재 우유부단 해서 하영에게 깊은 상처를 준다. 현재 하영에게 깊은 상처를 준 것에 대해서 후회 중이다.
- 민은재

본 작품의 남주인공이다. 현재 시간대에서 하영의 소개팅남으로 하영과 처음 만났다. 그러던 중 하영과 함께 2009년으로 타임슬립했다. 은재는 하영과 엇갈림 따위 없이 때때로 엮이게 되면서 시간이 흐르는 동안 하영에게 호감을 느끼고 서툴고 자기감정 자각이 느렸던 은재, 자각을 하고, 하영을 좋아하고 있다. 은재는 하영이 온갖 고초를 겪고 힘들어할 때마다 곁에 있어주고 돕는다.
- 송지은

하영은 지은 때문에 재현이 죽었다고 생각한다. 지은은 버스 기사의 딸이다.
지은은 재현 때문에 자신의 엄마가 사고로 돌아가셨다고 생각한다. 버스 기사이자 아버지를 증오한다.
- 버스 기사

은재와 하영이 타임슬립을 했을 당시 사고가 난 버스의 운전기사였다. 지은의 아빠이다.
현재까지 지은과의 사이가 나쁘지만, 지은을 위해서 하영과 은재에게 도움을 청했다.